# Hugh Richard Louis Grosvenor
Hugh Richard Louis Grosvenor, 7.° duque de Westminster (Westminster, Londres; 29 de enero de 1991), titulado conde Grosvenor desde 1991 hasta 2016, es un aristócrata británico, milmillonario, hombre de negocios y terrateniente. Es el tercer hijo y único varón de Gerald Grosvenor, VI duque de Westminster y su mujer, Natalia Grosvenor. Recibió el título de duque de Westminster el 9 de agosto de 2016, tras fallecer su padre. La herencia que recibió, estimada en unas 9 mil millones de libras, lo convirtió en la persona menor de 30 años más rica del mundo en aquel momento.
A través de Grosvenor Estates, el duque es el promotor más rico en propiedades en el Reino Unido y uno de los mayores terratenientes del país, con grandes propiedades en Lancashire, Cheshire y Escocia, así como en las grandes áreas de Mayfair y de Belgravia, en el centro de Londres. El duque también es dueño de propiedades en Europa y Canadá. En España es propietario de La Garganta, un terreno de quince mil hectáreas situado entre Ciudad Real y Córdoba, por el que recibió el Premio Bellaeuropa por su gestión ambiental.

## Primeros años
El duque tiene dos hermanas mayores, Tamara y Edwina, y una hermana menor, Viola. Fue bautizado bajo el anglicanismo el 23 de junio de 1991. 
Algo inusual para los hijos de personas de la nobleza, Grosvenor y sus hermanas fueron educados en una escuela primaria próxima a su vivienda, seguido de un colegio privado, Mostyn House School, cerca de la propiedad familiar de Eaton Hall,  Cheshire. Acudió al Ellesmere College en Shropshire, un colegio público, desde el 2000 hasta 2009. En Ellesmere, Grosvenor fue prefecto de la escuela, capitán de la casa Meynell y capitán del equipo de fútbol en su último año.
Desde 2011 hasta 2013 estudió Gestión de tierras en la Universidad de Newcastle.

## Carrera

### Antes de ser duque
Después de la universidad, el en aquel entonces conde Grosvenor, trabajó en el apartado de gestión de tierras en Wheatsheaf Investment entre 2013 y 2014. También en el Grupo Grosvenor de 2014 a 2015, antes de convertirse en gestor de cuentas en Bio-Bean, una compañía de energía medioambiental en enero de 2016. En agosto de ese mismo año su padre falleció y fue nombrado duque de Westminster.

### Como duque de Westminster
En 2019 comenzó a invertir en proyectos inmobilarios en Madrid, España.

## Vida personal
Poco se sabe de su vida privada, como resultado del esfuerzo de su familia en mantener su privacidad. Sin embargo, en octubre de 2013; recibió atención al ser nombrado padrino del príncipe Jorge de Gales.Es también padrino del príncipe Archie de Sussex.
En abril de 2023, se hizo público su compromiso con Olivia Grace Henson; con quien llevaba una relación de dos años. Contrajeron matrimonio, el 7 de junio de 2024; en una boda multitudinaria en la catedral de Chester, a la que asistieron 400 invitados; entre ellos el príncipe Guillermo de Gales y la princesa Eugenia de York. El 12 de marzo de 2025, anunciaron su embarazo y el 27 de julio, nació Cosima Florence.

## Títulos, honores y escudo de armas

### Títulos
| ● 29 de enero de 1991-9 de agosto de 2016: | Conde de Grosvenor                                |
| ● 9 de agosto de 2016-presente:            | Su gracia el duque de Westminster, barón de Eaton |